# Ophidia
Ophidia (познате и као Pan-Serpentes) скупина је сквамотних гмизаваца која укључује савремене змије и све гмизавце сродније змијама него другим живим групама гуштера.
Ophidia је дефинисана као „најновији заједнички предак Pachyrhachis и Serpentes (савремене змије) и свих њихови потомака” према Лију и Калдвелу (1998: 1551).
Име кладуса Ophidia изведено је из старогрчке ријечи ὀφίδιον (ophídion), што значи „мала змија”.